# Materiaalpakket
Een materiaalpakket (content package) is een bestand dat leerstof en metadata bevat.
Een materiaalpakket wordt gebruikt in e-learning om bepaalde leerstof te definiëren, of een te houden test, bijvoorbeeld door een learning management system. Het is een standaardmethode om leerstof te beschrijven die door een groot aantal programma's kan worden gelezen.

## Formaten
Het formaat dat het meest gebruikt wordt voor een materiaalpakket is gedefinieerd door IMS Global. Dit formaat maakt gebruik van een manifestbestand in XML, imsmanifest.xml. Dit manifestbetand is verpakt in een zipbestand. De leerstof zelf kan in het zipbestand toegevoegd zijn als het HTML is of andere media die zelfstandig kunnen draaien. Anders kan ernaar worden verwezen met een URL in het manifest.
SCORM heeft het IMS-formaat gebruikt om hun pakketformaat te definiëren. Doorgaans wordt elk leerobject van SCORM (SCO – SCORM Content Object) gedefinieerd door een materiaalpakket.
De AICC (Aviation Industry Computer-Based Training Committee) definieert ook een materiaalpakketformaat voor materiaal dat volgens de veelgebruikte AICC HACP-standaard benoemd kan worden. Hun formaat bestaat uit vier ASCII-bestanden die worden gescheiden door komma's. Deze bestanden definiëren details over de leerstof, waaronder een URL.